# Ярослав — Варшава — Гданьск
Ярослав — Варшава — Гданьск — один из двух основных газотранспортных коридоров, созданных в Польше в 1960—1970-х годах для транспортировки природного газа внутри страны, проходящий через её центральные районы.
В 1930-х годах началась газификация центральных районов Польши на основе ресурсов голубого топлива, обнаруженных в Подкарпатском воеводстве в районе Кросно (Центральный газопровод). Однако уже в 1960-х основными источниками поставок стали импорт из СССР и месторождение Перемышль (крупнейшее в истории газовой промышленности Польши с запасами 74 млрд м³). В результате в Ярославе возник газотранспортный хаб, куда подвели три нитки от приграничных Германовиц (в 1963, 1973 и 1976 годах диаметрами 600 мм, 500 мм и 700 мм соответственно) и одну нитку от перемышльского месторождения (в 1968 году диаметром 600 мм).
От Ярослава расходились два коридора — на запад в направлении Силезии и на северо-запад до Варшавы. Последний изначально шёл до Розвадува (город Сталёва-Воля), после чего следовал параллельно Висле до Пулав и далее к Варшаве. В 1964—1966 годах здесь проложили нитку диаметром 500 мм, а позже дополнили её второй ниткой диаметром 700 мм.
В 1969—1970 годах от Варшавы на запад к району Влоцлавека проложили первую нитку диаметром 500 мм, позже дополненную ещё одной такой же. Завершающим звеном коридора стал участок до Гданьска, выполненный диаметром 400 мм.
Для увеличения пропускной способности в 1969 году в Ярославе ввели в эксплуатацию компрессорную станцию (в 2011 году её заменили станцией Ярослав II, способной перекачивать 300 тыс. м³ в час). Кроме того, на маршруте северо-западного коридора появились компрессорные станции в Вронуве (1970) и на северной окраине Варшавы в Рембельщизне (1972).
Во второй половине 1980-х к коридору в районе Рембельщизны подключили газопровод от Кобрина, позволяющий поставлять газ с территории Белоруссии.
Позже через Польшу прошёл магистральный трубопровод Ямал — Европа, предназначенный в первую очередь для транспортировки российского газа в Германию. При этом в Влоцлавеке была обустроена точка выхода, через которую газ мог поставляться как на север в Гданьск, так и на восток в Варшаву. В 2014 году последнее направление усилили третьей ниткой диаметром 700 мм длиной 176 км, соединяющей Густожин (в десятке километров к западу от Влоцлавека) и Рембельщизну.
Что касается самой северной части коридора, то в 2011 году в рамках проекта Влоцлавек — Гдыня её усилили ниткой диаметром 500 мм и длиной 252 км.
В 2010-х годах усиленные центральная и северная части коридора получили два новых соединения, повышающих мобильность газотранспортной системы:
- В 2014 году Густожин соединили с Силезией (через которую проходит упомянутый выше другой польский газотранспортный коридор);
- В 2015 году запустили газопровод Щецин – Гданьск, способный поставлять ресурс, импортируемый через терминал СПГ Свиноуйсьце.
Сформированный таким образом в Густожине газовый хаб усиливает расположенное поблизости подземное хранилище газа Могильно.
Что касается бывшей главной точки входа в коридор в Ярославе, то стоит отметить, что в 2010-х прекратилась подача газа из Германовиц, а участок Ярослав — Германовицы реверсировали для поставок голубого топлива в Украину.
Среди расположенных вдоль трассы коридора Ярослав — Варшава — Гданьск потребителей природного газа можно упомянуть заводы азотной химии в Пулавах и Влоцлавеке, запущенную в 2000 году ТЭЦ Нова Сажина, переведённую в 2014 году на газ ТЭЦ Гданьского нефтеперерабатывающего завода. В 2016, 2018 и 2020 годах введены в эксплуатацию мощные парогазовые блоки ТЭС Влоцлавек, ТЭС Плоцк, ТЭС Сталёва-Воля. В 2021 году планируется завершить строительство ещё одного крупного парогазового блока на ТЭЦ Жерань (одна из двух варшавских теплоэлектроцентралей).